# Malthinus dromioides
Malthinus dromioides es una especie de coleóptero de la familia Cantharidae, género Malthinus.

## Distribución geográfica
Es una especie que integra la fauna de Europa.